# Relieve de Francia

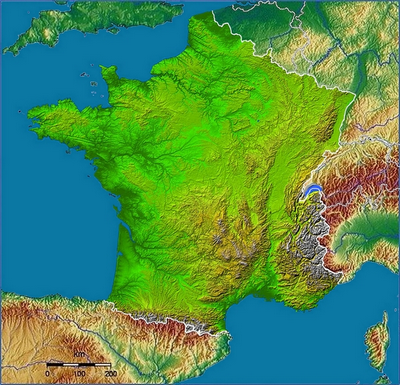
Mapa geológico de Francia.

Al noroeste de esta línea se encuentra la zona herciniana que data de la era primaria y de la era secundaria, al sureste se encuentra la zona alpina que data de la era terciaria y cuaternaria. Esta línea es también una frontera altimétrica: la zona herciniana tiene las laderas redondeadas mientras que la zona alpina es más abrupta, y una línea divisoria de aguas: hacia el oeste, los ríos fluyen hacia el Atlántico, en el este, hacia el Mediterráneo. El oeste tiene una influencia atlántica, mientras que el este tiene influencia mediterránea atenuándose al llegar al Jura.

## La zona herciniana

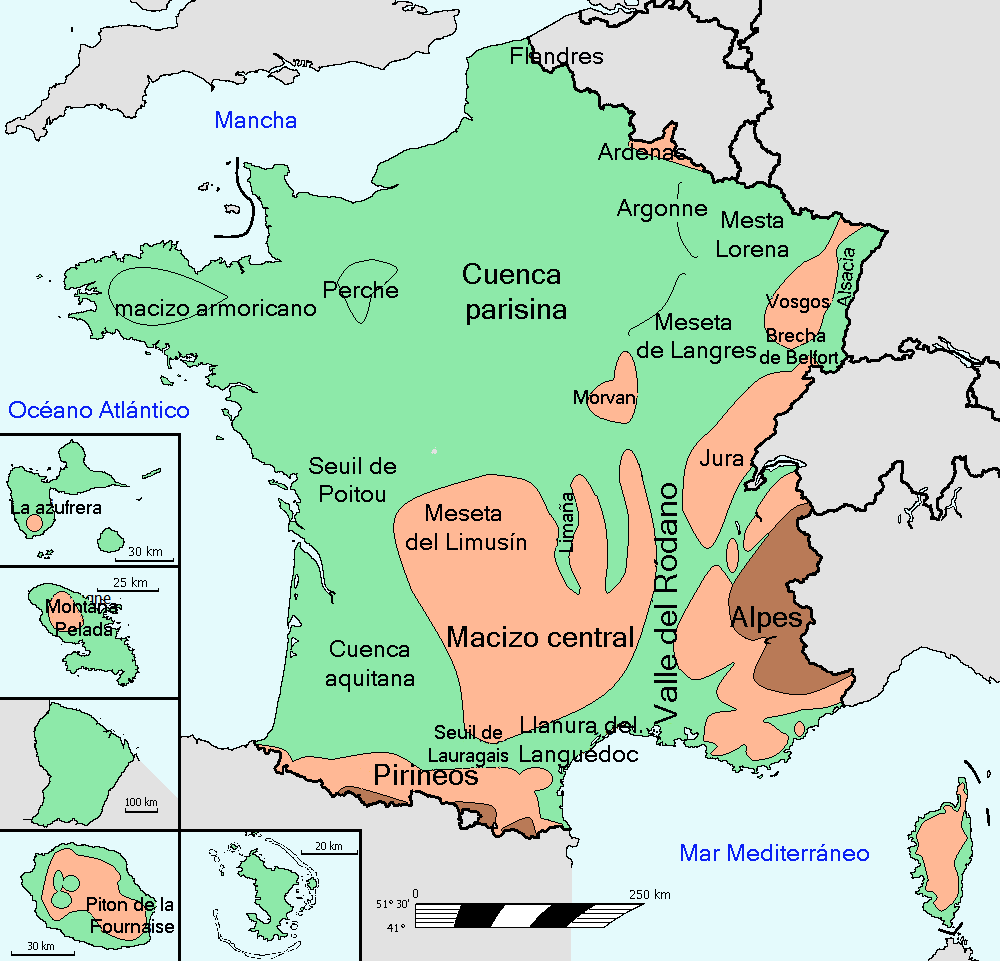
Mapa simplificado del relieve Francia

(rocas sedimentarias), niveladas por la erosión con algunas crestas provenientes principalmente de una erosión diferencial o de pequeños movimientos de fallas que causaron los llamados horst. Los Vosgos y el Macizo Central fueron remodelados durante el neozoico (era terciaria) que comienza con un movimiento de empuje proveniente de los Pirineos causando numerosas fallas este-oeste, después un empuje proveniente de los Alpes provocó fallas con dirección norte-sur. Estas fallas se reflejan también en las cuencas sedimentarias.

### Los macizos
Hay tres grupos de macizos: el armoricano que comprende el Macizo Armoricano, el Macizo ardenés y al oeste el macizo Central afectados por fallas muy antigua del Devónico, después de haber sido erosionados durante el Plioceno y el Cuaternario, cuando el nivel del mar se redujo después de las glaciaciones formando valles encajonados algunos de los cuales habían estado cubiertos por el mar. El conjunto de los Vosgos incluye el Macizo de los Vosgos y la montaña Negra del Macizo Central.

### Las cuencas sedimentarias
La historia de las cuencas sedimentarias es más compleja. Datan de finales de la era primaria y de la era secundaria durante grandes períodos de transgresiones y regresiones marinas. El macizo Armoricano llegaba entonces a un máximo de 6500 m y el macizo Central a 11000 m. Cada período de trasgresión formó diferentes estratos de rocas. En la era secundaria, por ejemplo, durante el Jurásico, se acumularon espesores de 1000 m, principalmente de piedra caliza de coralina porosa y ligera. A continuación siguió una emersión y luego una inmersión a principios del Cretácico con la formación de importantes capas de tizas provenientes de un lodo muy fino compuesto de esqueletos de foraminíferos y una regresión al final del Cretáceo y del Terciario con un levantamiento de los Pirineos y los Alpes, alternando con capas de arcillas, de margas de arcilla muy fértil,de arcillas lateríticas, de arcillas de descalcificación, arcillas de sílex, arenas y sedimentos lacustres o provocados por la erosión del viento.

## La zona alpina
La zona alpina se compone principalmente de los Pirineos, los Alpes y el Jura.
Los Pirineos son un tipo particular de montañas jóvenes pues están formadas por rocas procedentes de montaña antiguas y que se caracterizan por estar formadas por granito primario y capas sedimentarias del Mesozoico, los mismos materiales que el macizo Armoricano con capas sedimentarias del Jurásico del Cretácico y del Eoceno procedentes de la cuenca de Aquitania. La orogénesis de los Pirineos se inicia en el terciario. Las capas sedimentarias más duras del Jurásico se rompen, se pliegan con otras, con la aparición de pliegues superpuestos. Se encuentran fallas este-oeste provenientes de esta orogénesis hasta el sur del macizo Central, la montaña Negra, la escalera del Languedoc y entre Córcega y Cerdeña.
Los Alpes proceden de un inmenso geosinclinal cubierto de un depósito sedimentario primario, secundario y terciario, que empujando la base sobre la que se apoyaba, la rompió. Bloques enteros se elevaron rápidamente. El eje cambió de dirección a continuación.
El Jura es un gran conjunto sedimentario fuertemente plegado durante el levantamiento de los Alpes.

## Galería de imágenes

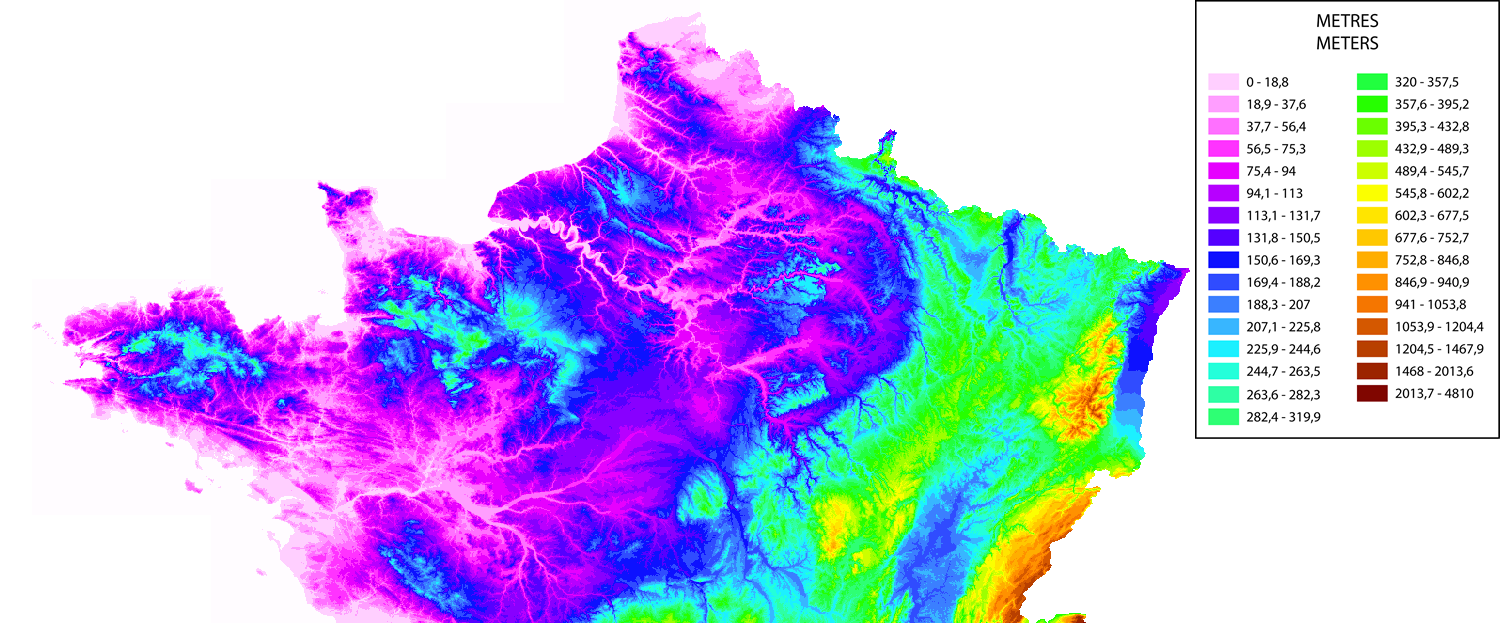
Relieve del Norte de Francia
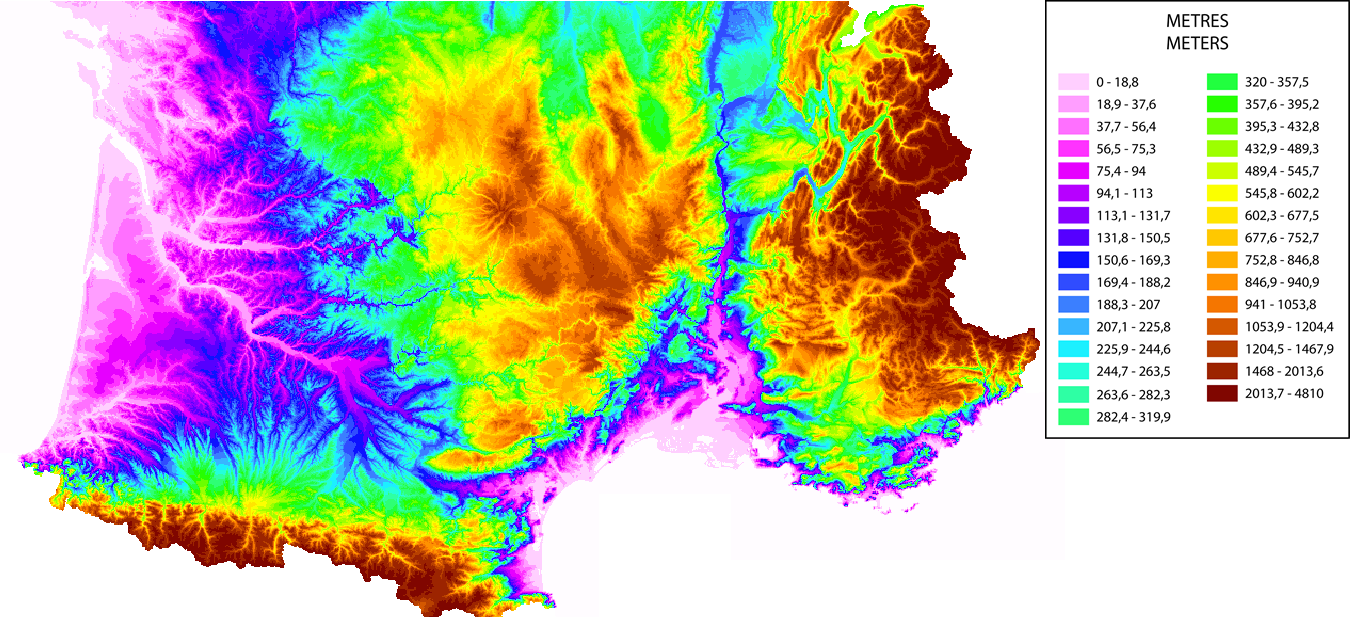
Relieve del Sur de Francia
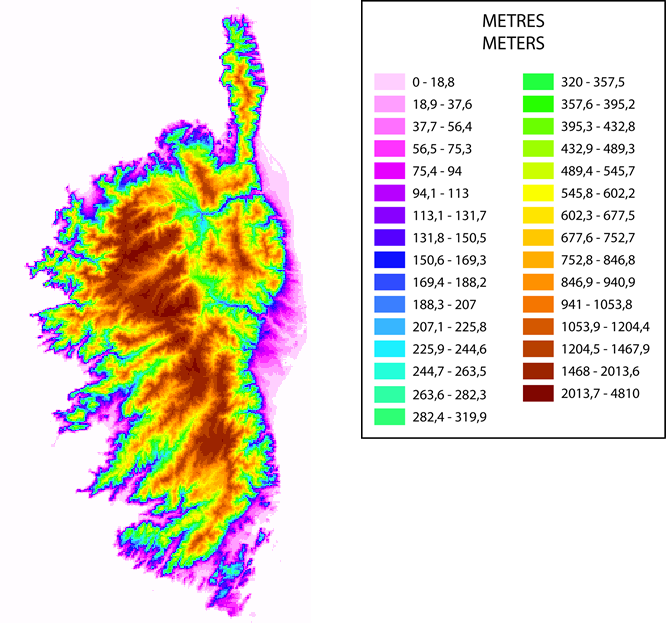
Relieve de Córcega